# Dillon (Caroline du Sud)
Pour les articles homonymes, voir Dillon.
La ville de Dillon est le siège du comté de Dillon, situé en Caroline du Sud, aux États-Unis.

## Démographie
| 1890 | 1900  | 1910  | 1920  | 1930  | 1940  |
| ---- | ----- | ----- | ----- | ----- | ----- |
| 82   | 1 015 | 1 757 | 2 205 | 2 731 | 3 867 |

| 1950  | 1960  | 1970  | 1980  | 1990  | 2000  |
| ----- | ----- | ----- | ----- | ----- | ----- |
| 5 171 | 6 173 | 6 391 | 7 060 | 6 829 | 6 316 |

| 2010  | - | - | - | - | - |
| ----- | - | - | - | - | - |
| 6 788 | - | - | - | - | - |

## Source
- (en) Cet article est partiellement ou en totalité issu de l’article de Wikipédia en anglais intitulé « Dillon, South Carolina » (voir la liste des auteurs).